# Anatol (Kuzniecow)
Anatol, imię świeckie Jewgienij Własowicz Kuzniecow (ur. 28 maja 1930 w Irkucku, zm. 26 stycznia 2024) – rosyjski biskup prawosławny.

## Życiorys
Od siedemnastego roku życia był psalmistą w różnych cerkwiach eparchii irkuckiej, zaś od 1949 – hipodiakonem jej ordynariusza, biskupa Palladiusza (Szerstiennikowa). W 1956 ukończył moskiewskie seminarium duchowne; 31 października 1954 przyjął święcenia diakońskie, zaś 1 lipca 1956 – kapłańskie. W 1960 uzyskał dyplom kandydata nauk teologicznych w Moskiewskiej Akademii Duchownej. W tym samym roku, 11 października, złożył wieczyste śluby zakonne. W 1963 otrzymał godność igumena, zaś w 1968 – archimandryty. Od 1960 wykładał Pismo Świętej w seminarium, którego jest absolwentem, od 1967 także w Moskiewskiej Akademii Teologicznej.
3 września 1972 miała miejsce jego chirotonia na biskupa wileńskiego i litewskiego. We wrześniu 1974 otrzymał tytuł biskupa zwienigorodzkiego, wikariusza eparchii moskiewskiej, i został przedstawicielem Patriarchatu Moskiewskiego przy Patriarchacie Antiochii. W 1979 wrócił do Rosji i objął katedrę ufijską i stierlitamacką. 20 lipca 1990 został wyznaczony na biskupa kerczeńskiego, wikariusza eparchii suroskiej. Od lutego 2003 arcybiskup. W latach 2001–2002 czasowo przebywał w stanie spoczynku.
W 2017 r. przeniesiony w stan spoczynku z powodu stanu zdrowia i skierowany do monasteru św. Sawy Storożewskiego.